# Honda Hornet 900
| Honda                         | Honda |
| ----------------------------- | --- |
|                               | |
| CB 900 F Hornet (SC48)        | |
| Hersteller:                   | Honda |
| Produktionszeitraum:          | 2002 bis 2005 |
| Klasse:                       | Motorrad |
| Bauart:                       | Naked Bike |
| Motor:                        | Viertaktmotor, Reihen-Vier-Zylinder, 16V (DOHC), Elektronische Kraftstoffeinspritzung mit ungeregeltem Katalysator, Euro 2                                 |
| Bohrung (mm):                 | 71 |
| Hub (mm):                     | 58 |
| Verdichtung:                  | 10,8:1 |
| Hubraum (cm³):                | 919 |
| Leistung (kW / PS):           | 80 / 109 bei 9.000/min |
| Drehmoment (Nm):              | 91 bei 6.500/min |
| Höchstgeschwindigkeit (km/h): | 230 |
| Kraftstoff:                   | Normal, bleifrei, 91 ROZ |
| Kraftstoffverbrauch:          | 4,5 bis 8 Liter, je nach Fahrweise |
| Getriebe:                     | 6 Gänge |
| Antrieb:                      | Kettenantrieb DID 50 / RK 50, 16/43, 114 Rollen |
| Fahrwerk / Rahmen             | Teleskopgabel mit Kartuschendämpfer ∅43 mm, Federweg 120 mm, hinten Zentralfederbein, Federweg 128 mm / Mono-Backbone-Rahmen aus Stahl                     |
| Bremsen:                      | Doppelscheibe mit 296 mm Durchmesser, Vierkolben-Bremssättel, Sintermetall-Bremsbeläge vorne, hinten Scheibe mit 240 mm Durchmesser, Einkolben-Bremssattel |
| Radstand (mm):                | 1460 |
| Bereifung vorne:              | 120/70–ZR17M/C (58W) (Radial) |
| Bereifung hinten:             | 180/55–ZR17M/C (73W) (Radial) |
| Maße (L×B×H mm):              | 2.125 × 750 × 1.085 |
| Sitzhöhe (cm):                | 79,5 |
| Trockengewicht (kg):          | 194 |
| Leergewicht, fahrbereit (kg): | 218 |
| Zuladung (kg):                | 188 |
| Tankvolumen (Liter):          | 15 + 4 Reserve |
| Vorgängermodell:              | Honda CB 900 F, Honda Hornet 600 innerhalb der Modellreihe, diese wird modellgepflegt weiterproduziert.                                                    |
| Nachfolgemodell:              | Honda CB1000R |
| Ähnliche Modelle:             | Kawasaki Z 1000 Ducati Monster Benelli TnT Yamaha FZ1 BMW R 1150 R Triumph Speed Triple                                                                    |
| Besonderheiten:               | Mono-Backbone-Rahmen |
| Preis:                        | 8790 Euro (2002) 8499 US-$ (2008) |

Die Hornet 900, interne Bezeichnung CB900F, ist ein unverkleidetes Motorrad des Fahrzeugherstellers Honda. Das Naked Bike wurde von Honda in den Jahren 2002 bis 2005 in Japan, Italien und den USA produziert. In Deutschland wurden etwas mehr als 5.000 Stück verkauft. Der Modellcode lautet SC48. Aufgrund der in den USA an die American Motors Corporation (AMC) vergebenen Rechte am Namen „Hornet“ wurde das Motorrad dort als CB919 vermarktet.

## Modellgeschichte
Die Hornet 900 wurde 2001 bis 2002 von Honda auf Basis der bereits seit mehreren Jahren produzierten Honda CB 600 F Hornet entwickelt. Dabei wurde das Grundkonzept der Hornet-Baureihe beibehalten. Zentrales Element ist hierbei der so genannte Mono-Backbone-Rahmen, ein Rechteckprofil-Rohr, das sich vom Lenkkopf vorne unter dem Tank und der Sitzbank hindurch nach hinten erstreckt. Der höheren Motorleistung entsprechend wurde jedoch die Wandstärke des Kasten-Profils von 1,6 mm der 600er auf 2,3 mm erhöht und der Rahmen im Bereich des Lenkkopfes verstärkt. Nach unten offene, mit einer Querstrebe verstärkte Unterzüge, der so genannte Diamond-Frame, nehmen den Motor als mittragendes Element auf. Stilprägend ist hierbei die insgesamt verdeckte Anordnung des Rahmens, die dem Betrachter den Eindruck vermittelt, der Motor sei „freischwebend“ montiert.
Ebenfalls beibehalten wurde das Konzept des Antriebs. Wie bei der „kleineren Schwester“ wurde der Motor aus der Honda-Sportlerbaureihe CBR entnommen. Er stammt aus der CBR 900 RR Fireblade des Baujahrs 1998 (SC 33 II) und wurde seinem Einsatzzweck entsprechend im Zylinderkopfbereich modifiziert, die Verdichtung etwas herabgesetzt, um bei kontrollierbarer Leistungsabgabe einen fülligeren Drehmomentverlauf im mittleren Drehzahlbereich zu erzielen. Zudem bekam er eine Kraftstoffeinspritzung und für Deutschland einen ungeregelten Katalysator. In anderen europäischen Ländern wurde kein Katalysator verbaut; dort lag die Leistung daher bei 81 statt 80 kW.
Im Jahr 2004 wurde die Hornet 900 einer dezenten Modellpflege unterworfen. Außer einem veränderten Kennfeld der Zündungs-Elektronik, das seitdem die Abgasnorm Euro-2 erfüllt und ein sanfteres Ansprechverhalten des Motors in der Gasannahme ermöglicht, bekam sie eine neue Telegabel mit Einstellmöglichkeit der Federbasis sowie der Zugstufendämpfung. Beim hinteren Zentralfederbein kann nun auch die Zugstufe eingestellt werden, die Instrumente bekamen Chromblenden und die Sitzbank wurde mit klappbaren Gepäckhaken versehen. Zusätzlich wurde der Bordcomputer um einen zweiten Tageskilometerzähler sowie eine Uhr ergänzt.
Im Jahr 2005 wurde die Hornet 900 aus dem Modellkatalog von Honda Deutschland genommen und Restbestände zu zum Teil erheblich reduzierten Preisen verkauft – im Ausland war sie weiterhin erhältlich. Die „große Hornet“ war somit für Honda in Deutschland kein Top-Verkaufserfolg, in Italien gilt sie aber als Verkaufsschlager.

### Zubehör
Für die Hornet 900 ist sowohl vom Hersteller Honda als auch von Ausrüstern zahlreiches Zubehör erhältlich. Die serienmäßig nur mit einem Seitenständer bestückte Hornet 900 kann mit einem Hauptständer nachgerüstet werden, wofür bereits Halteflansche vorhanden sind. Optional kann man auch eine Alarmanlage oder ein Windschild nachrüsten. Beliebt sind Umbauten des Lenkers, wobei das Original-Teil gegen einen breiteren Superbike-Lenker ausgetauscht wird. Für die serienmäßig oft als zu weich empfundene Telegabel sind diverse Federn im Angebot, die es ermöglichen, das Motorrad den persönlichen Ansprüchen und Gewichtsstufen der Fahrer anzupassen. Insgesamt reicht das Spektrum der Umbauten von leichten Modifikationen, um dem Motorrad mehr Tourentauglichkeit zu verleihen, bis zu extremen Streetfighter-Ausführungen.

## Bilder

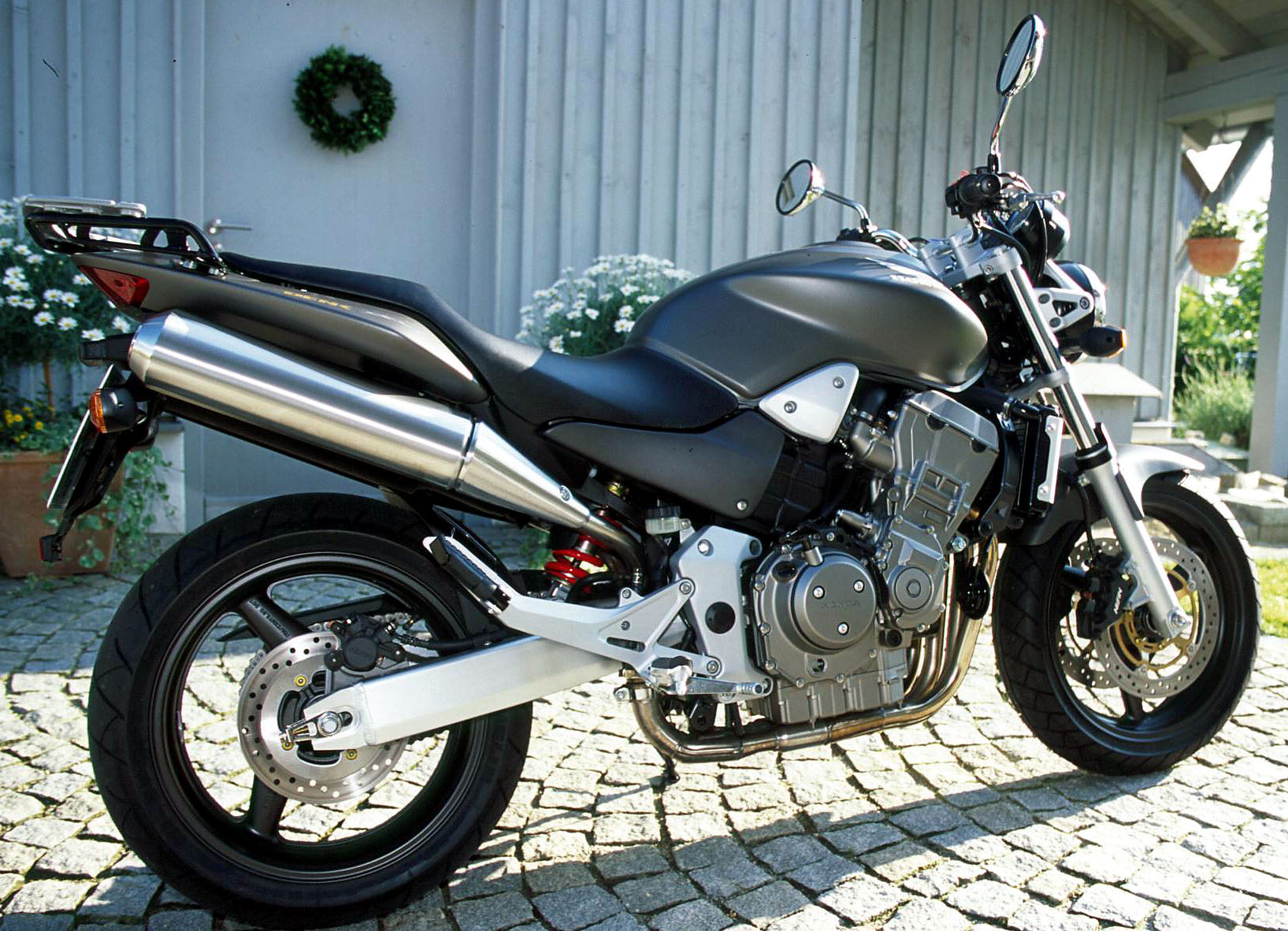
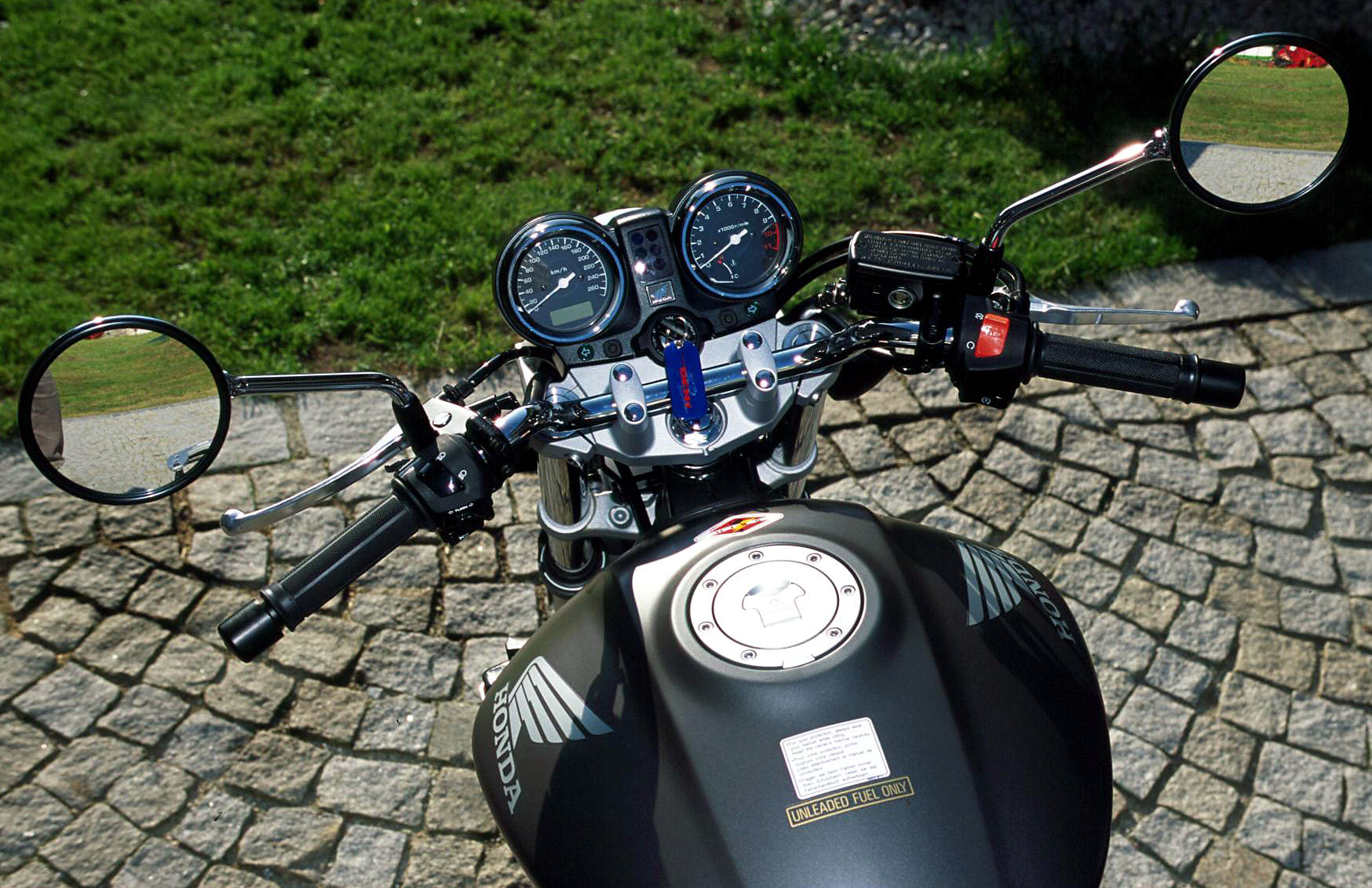
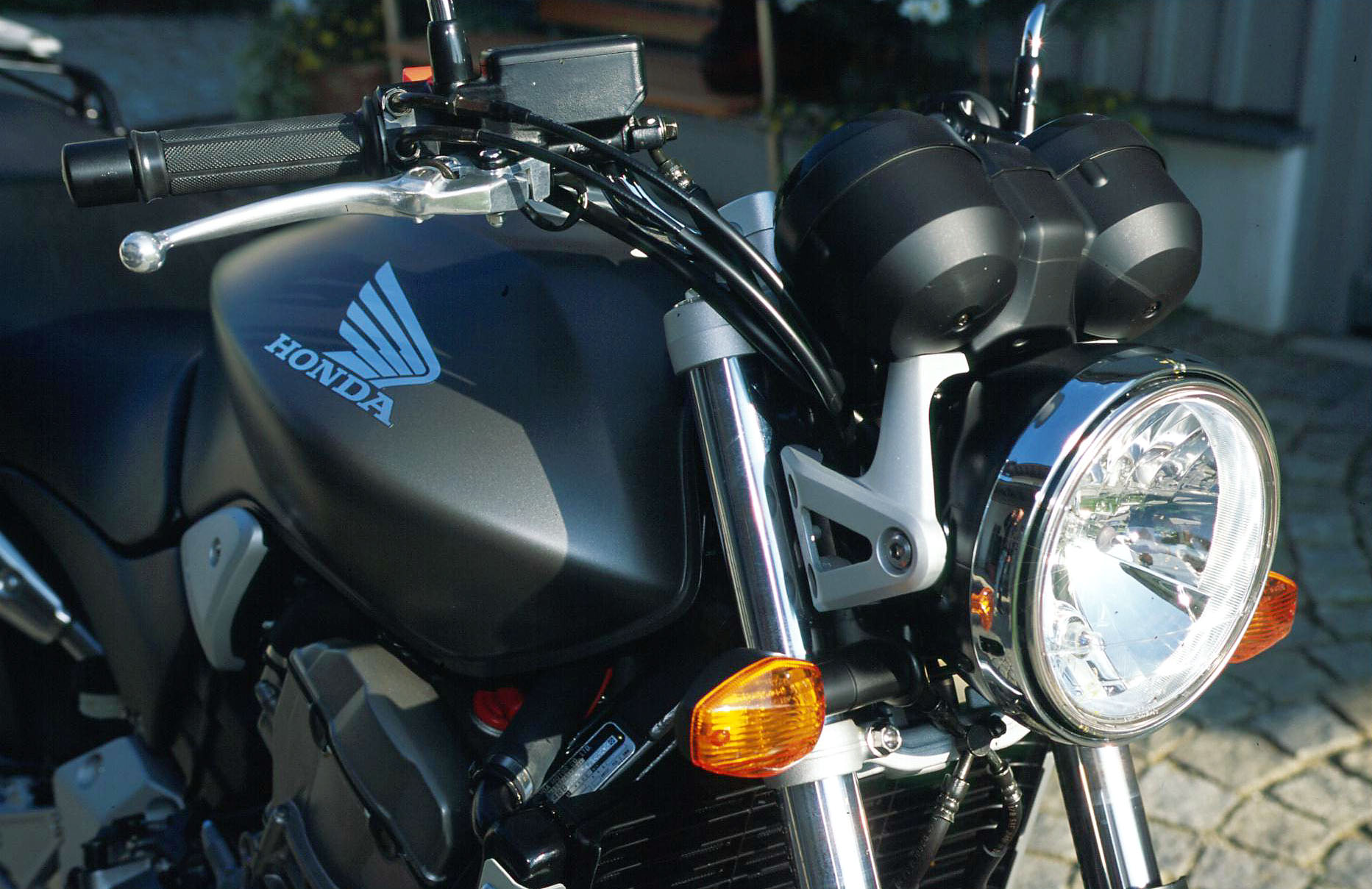

### Rückruf
Im Jahr 2003 kam es bei einigen CB 900 F Hornet zu Problemen mit der Kraftstoffpumpe. Betroffen waren Modelle mit den Fahrgestellnummern 101111 bis 101630 (Endnummer), bei denen der Defekt in den Vertragswerkstätten behoben werden sollte.

### Service
Die Serviceintervalle liegen, außer bei der ersten Überprüfung nach 1.000 Kilometern, bei 6.000 km. Unter anderem wird bei jedem zweiten Service ein Öl- und Ölfilterwechsel notwendig, bei jedem dritten, falls erforderlich, Bremsflüssigkeit und -klötze getauscht und bei jedem vierten Intervall werden die Ventile eingestellt und Zündkerzen gewechselt.
| erweiterte technische Spezifikationen | erweiterte technische Spezifikationen |
| ------------------------------------- | ------------------------------------- |
| Motorölfüllmenge mit Filter:          | ca. 3,6 Liter                         |
| Spezifikation Motoröl:                | SAE 10W40 API SE-SG                   |
| Gabelölfüllmenge:                     | 463 cm3 / 155 mm                      |
| Spezifikation Gabelöl:                | SAE 10 W                              |
| Zündkerzen (Abstand):                 | NGK CR8EH-9 / ND U24FER9 0,8–0,9 mm   |
| Lenkkopfwinkel:                       | 25°                                   |
| Nachlauf (mm):                        | 98                                    |
| Wendekreis (m):                       | 2,8                                   |
| Bodenfreiheit (mm):                   | 145                                   |
| Standgeräusch dB (A):                 | 86                                    |
| Fahrgeräusch dB (A):                  | 79                                    |

## Weiterführende Informationen